# مسجد عبد الرحمن بن هرمز
مسجد عبد الرحمن بن هرمز ، هو أحد المساجد التي انشئت في عصر الدولة الايوبية في مصر ، يقع برأس التين بالإسكندرية.

## وصفه
يعتبر من المساجد المعلقة إليه يصعد ببضعة درجات، ويتكون المسجد من مساحة مستطيلة مغطاة السقف يقسمها ثلاثة صفوف من الأعمدة إلى أربعة أروقة، ويتكون كل صف من عمودين يعلوها عقود مدببة ويتوسط الجامع (منور) صغير مربع ، وفوق الرواق الرابع صندرة متسعة للسيدات.

## روابط خارجية
- آثار القاهرة الإسلامية نسخة محفوظة 31 مايو 2014 على موقع واي باك مشين.